# The Marfa Tapes
The Marfa Tapes è un album in studio collaborativo degli artisti di musica country statunitensi Miranda Lambert, Jack Ingram e Jon Randall, pubblicato nel 2021.

## Tracce
Testi e musiche di Jack Ingram, Jon Randall, Miranda Lambert.
1. In His Arms – 2:30
2. I Don't Like It – 3:18
3. The Wind's Just Gonna Blow – 2:32
4. Am I Right or Amarillo – 3:31
5. Waxahachie – 3:17
6. Homegrown Tomatoes – 2:53
7. Breaking a Heart – 2:19
8. Ghost – 3:00
9. Geraldene – 3:08
10. We'll Always Have the Blues – 3:57
11. Tin Man – 4:25
12. Two-Step Down to Texas – 2:31
13. Anchor – 3:21
14. Tequila Does – 4:00
15. Amazing Grace (West Texas) – 3:10

## Classifiche
| Classifica (2021) | Posizione raggiunta |
| ----------------- | ------------------- |
| Stati Uniti       | 51                  |